# Torri della Campana e del Tamburo (Pechino)

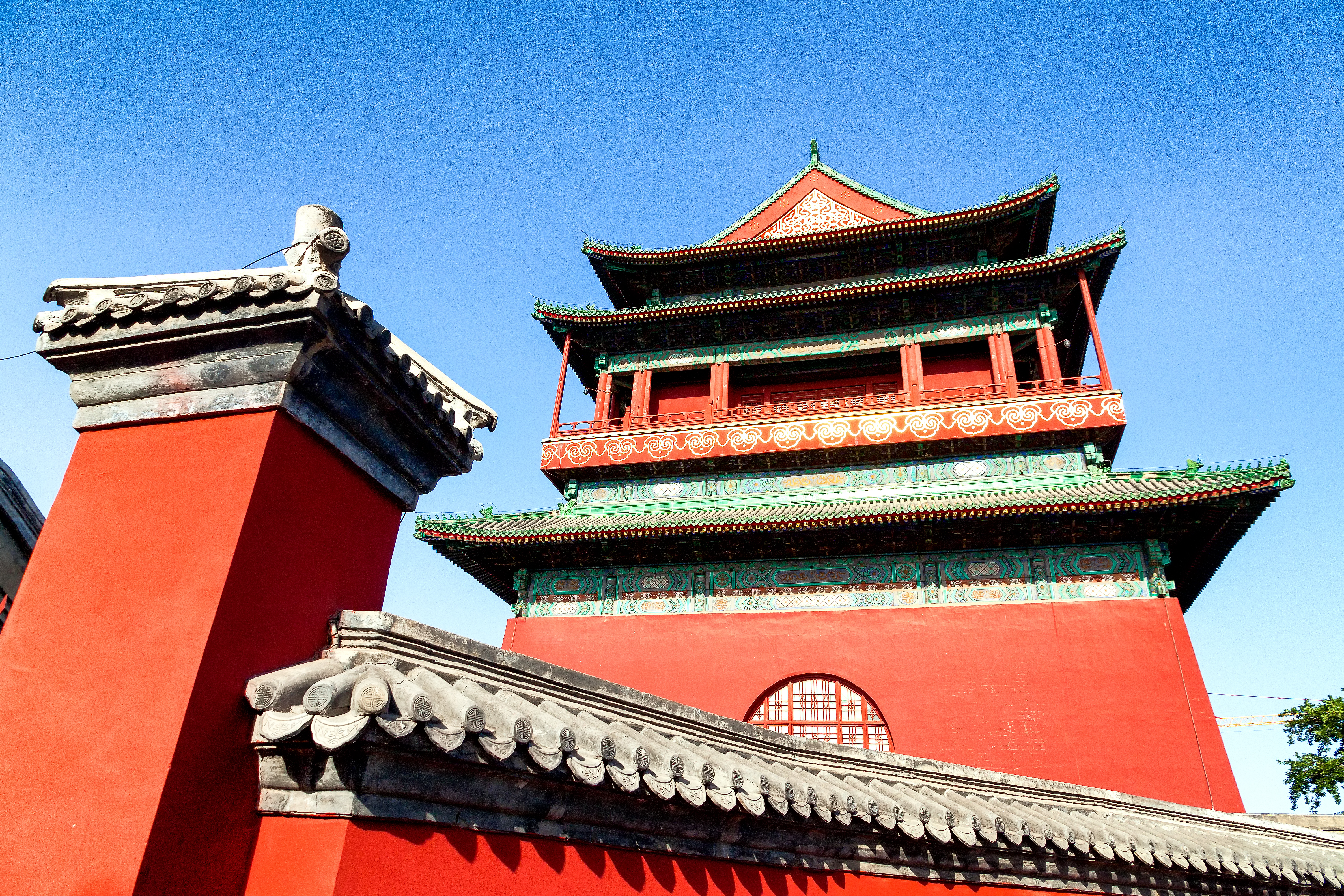
La Torre del Tamburo.

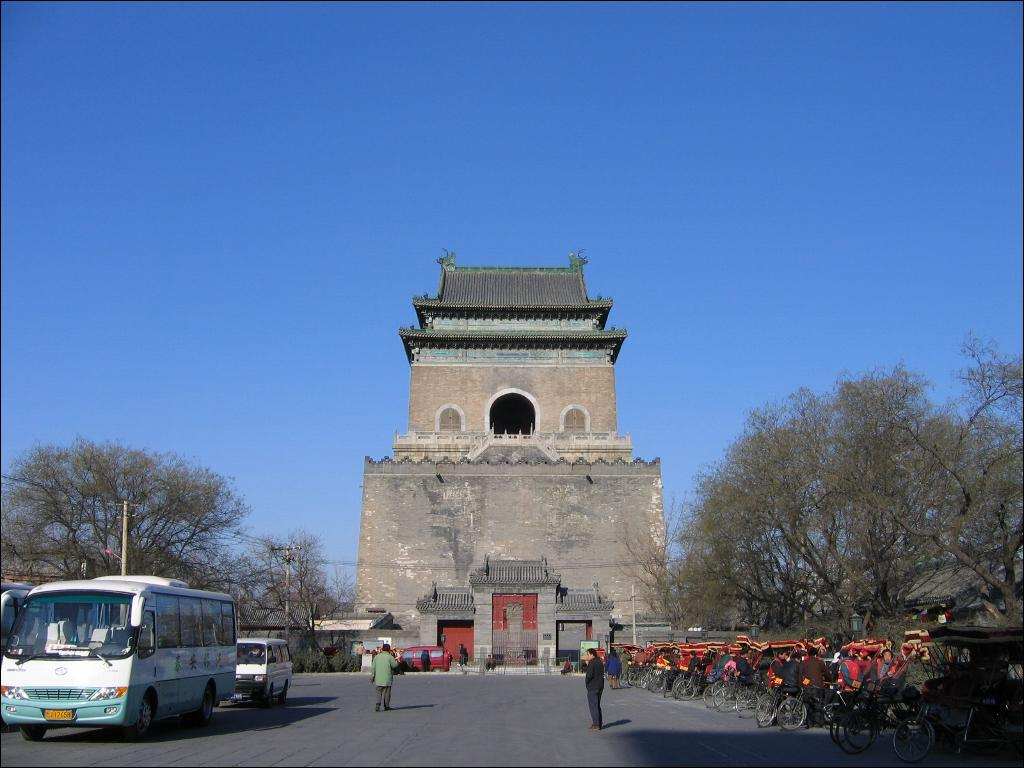
La Torre della Campana.

La Torre del Tamburo (zh. 鼓楼T, Gǔ LóuP) di Pechino, in Cina è situata all'estremità settentrionale dell'asse viario centrale della "Città interna", a nord di Di'anmen Street. Originariamente costruita per motivi musicali, è stato successivamente utilizzata per scandire lo scorrere del tempo ed è oggi un'attrazione turistica. 
La Torre della Campana (zh. 钟楼T, Zhōng LóuP) si trova vicino alla Torre del Tamburo.  
Le due torri dominavano un tempo lo skyline di Pechino e offrono oggi una vista panoramica sul centro della città.

## Funzione
Campane e tamburi sono stati strumenti musicali ampiamente utilizzati in Cina nel corso dei secoli, specialmente per la pubblica "gestione del tempo". La torre del tamburo e il campanile (i.e. "torre della campagna") furono e sono oggi elementi caratteristici del tempio buddhista cinese standard. Le torri della Campana e del Tamburo svolsero un ruolo centrale per la misurazione (e gestione) del tempo a Pechino sotto le dinastie Yuan (1271–1368), Ming (1368–1644) e Qing (1644–1912). 
Le torri della Campana e del Tamburo continuarono a funzionare come orologio ufficiale di Pechino fino al 1924, quando il colpo di stato di Pechino portò all'espulsione di Pu Yi, l'ultimo imperatore della dinastia Qing, dalla Città Proibita e all'adozione di un orologio in stile occidentale per cronometrare la pubblica scansione del tempo.

## Storia
La Torre del Tamburo fu costruita nel 1272 sotto l'imperatore Kublai Khan (r. 1271–1294) e a quel tempo sorgeva nel cuore della capitale Yuan, Khanbaliq, anche nota come (元)大都T, (Yuan) Da DūP, lett. "Grande Capitale [degli Yuan]". Era chiamata Qi Zheng LouP, lett. "Torre dell'Amministrazione Ordinata". Nel 1420, sotto l'imperatore Yongle (r. 1402–1424) della dinastia Ming, l'edificio fu ricostruito ad est del sito originale e nel 1800 sotto l'imperatore Jiaqing (r. 1796–1820) della dinastia Qing, furono eseguiti lavori di ristrutturazione su larga scala.  
La Torre della Campana è l'unico edificio di Khanbaliq espressamente citato da Marco Polo nella sua descrizione della città.
(Il milione, cap. 84)
In seguito al colpo di stato di Pechino del 1924, il signore della guerra Feng Yuxiang (1882–1948) del Kuomintang accantonò l'uso pubblico delle due torri, sostituendole con metodi occidentali di misurazione del tempo, e ribattezzò l'edificio MingchilouP, lett. "Torre della Chiarificazione della Vergogna". Oggetti legati all'invasione di Pechino da parte dell'Alleanza delle otto nazioni e del successivo massacro del 30 maggio del 1925 furono messi in mostra, trasformando le torri in un museo. In tempi più recenti, l'edificio è stato utilizzato come sala della cultura popolare del Distretto di Dongcheng. 
Negli Anni '80, dopo molte riparazioni, le Torri della Campana e del Tamburo furono aperte ai turisti.

## Descrizione
La Torre del Tamburo è un edificio a due piani in legno con un'altezza di 47 metri. Anticamente, vi erano collocati 24 tamburi di cui solo uno è rimasto - i mancanti sono stati sostituiti da strumenti recenti. 
La Torre della Campana è un edificio alto 33 metri con pareti grigie e un tetto vetrato verde.

### Fonti
- Marco Polo, Il Milione, 1298. ed.  Marco Polo, Il Milione, a cura di Antonio Lanza, ed. fuori commercio riservata agli abbonati, L'Unità - Editori Riuniti, 1982.

### Studi
- (EN) Arthur Cotterell, The Imperial Capitals of China – An Inside View of the Celestial Empire, Londra, Pimlico, 2007, ISBN 978-1-84595-009-5.
- (ZH) G. Han, 北京历史人口地理 [Storia della popolazione e della geografia di Pechino], Pechino, Peking University Press, 1996.
- (EN) Osvald Sirén, The Walls and Gates of Peking, The Bodley Head, 1924.